# Parti de la nouvelle démocratie (Thaïlande)
Ne doit pas être confondu avec Parti de la nouvelle démocratie.
Le Parti de la nouvelle démocratie (en thaï : สภาผู้แทนราษฎร ; en anglais : New Democracy Party abrégé NDP) est un parti politique thaïlandais. Fondé le 21 avril 2011 avec pour chef Surathin Phicharn, Nipon Chuanta comme chef adjoint du parti et Chamras Kaisit comme premier secrétaire général du parti,. Surathin Phicharn est son unique membre à la Chambre des représentants depuis trois mandats : en 2011, 2019 et 2023.

## Histoire
Le Parti de la nouvelle démocratie participe pour la première fois à un scrutin aux élections législatives de 2011 pour la Chambre des représentants. Le numéro d'identification du parti est le 3. Il remporte un siège sur la liste des partis élus au scrutin proportionne, il s'agit de la deuxième tête de liste Patcharin Manpan, puisque le premier candidat, Suratin Phicharn, est disqualifié de l'élection.
Lors des élections législatives de 2019, le parti présente de nouveau des candidats et remporte un siège au scrutin de liste, à savoir Surathin Phijarn, le chef du parti. Ce dernier démissionne de sa fonction, ce qui a entraîne son remplacement par Phaengsri Phijarn et de Patthipati Phijarn en tant que représentants.
Il réalise un score similaire aux élections législatives de 2023, en remportant de nouveau un siège.

## Résultats électoraux

### Élections législatives
| Année | Scrutin proportionnelle | Scrutin proportionnelle | Scrutin majoritaire | Scrutin majoritaire | Sièges  | +/-           |
| Année | Voix                    | %                       | Voix                | %                   | Sièges  | +/-           |
| ----- | ----------------------- | ----------------------- | ------------------- | ------------------- | ------- | ------------- |
| 2011  | 125 753                 | 0,38                    | NC                  | NC                  | 1 / 500 | Nv            |
| 2019  | 39 792                  | 0,11                    | NC                  | NC                  | 1 / 500 |               |
| 2019  | 273 428                 | 0,72                    | 13 570              | 0,03                | 1 / 500 | en stagnation |